# Torre della Vittoria

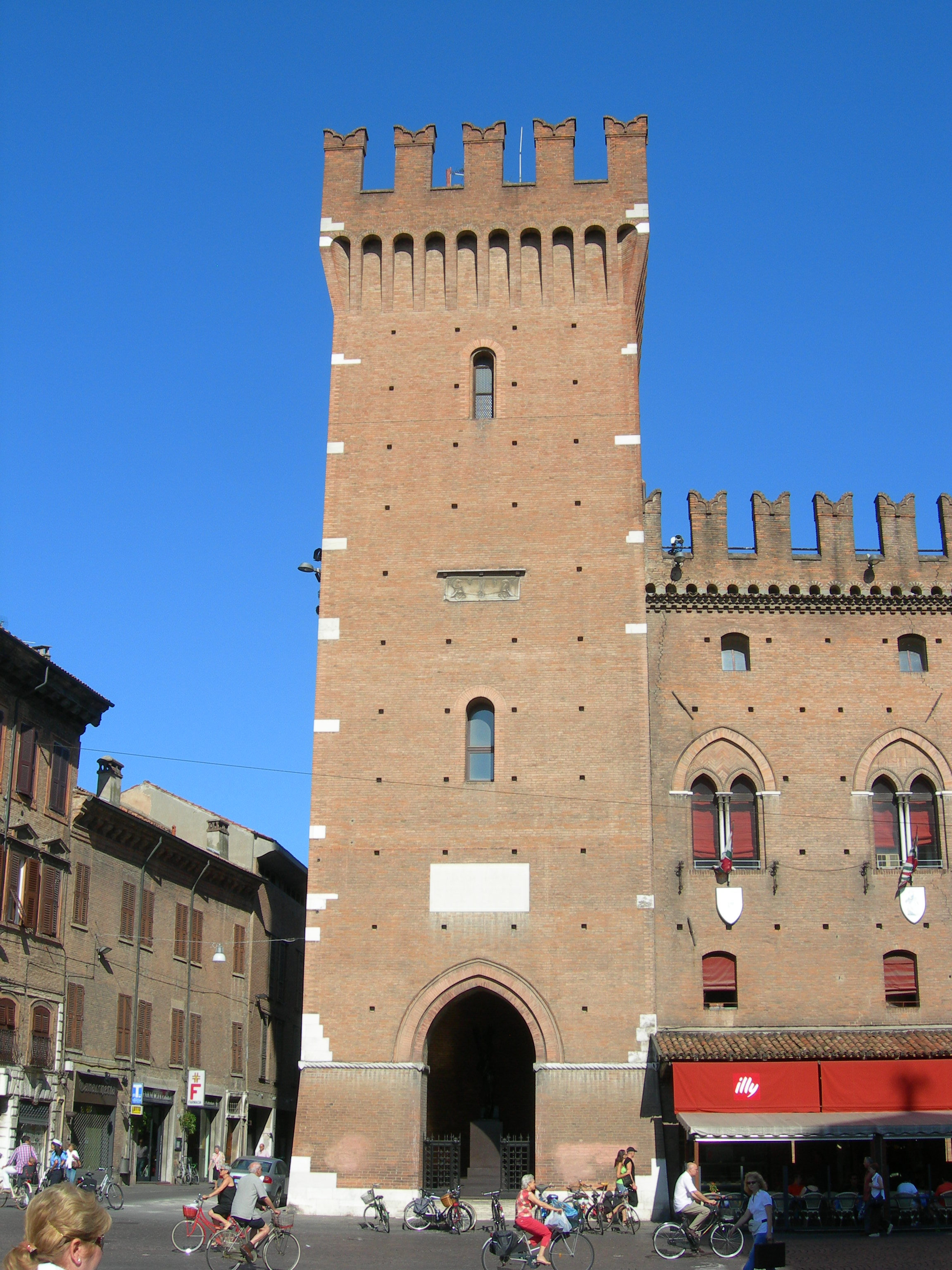
Torre della Vittoria

Der Torre della Vittoria ist ein historischer Turm im Zentrum von Ferrara in der italienischen Region Emilia-Romagna. Er ergänzt den Palazzo Municipale und zeichnet sich gleichzeitig durch seine Größe, seine Rekonstruktion Jahrhunderte nach dem Zusammenbruch des alten Turms an selber Stelle und durch die Feierlichkeiten aus, die ihn auch in den Filmen der faschistischen Zeit ausdrücklich in Erinnerung riefen. Er liegt an der Ecke der Piazza Trento e Trieste und der Via Cortevecchia, am Anfang des Corso Martiri della Libertà.

## Geschichte

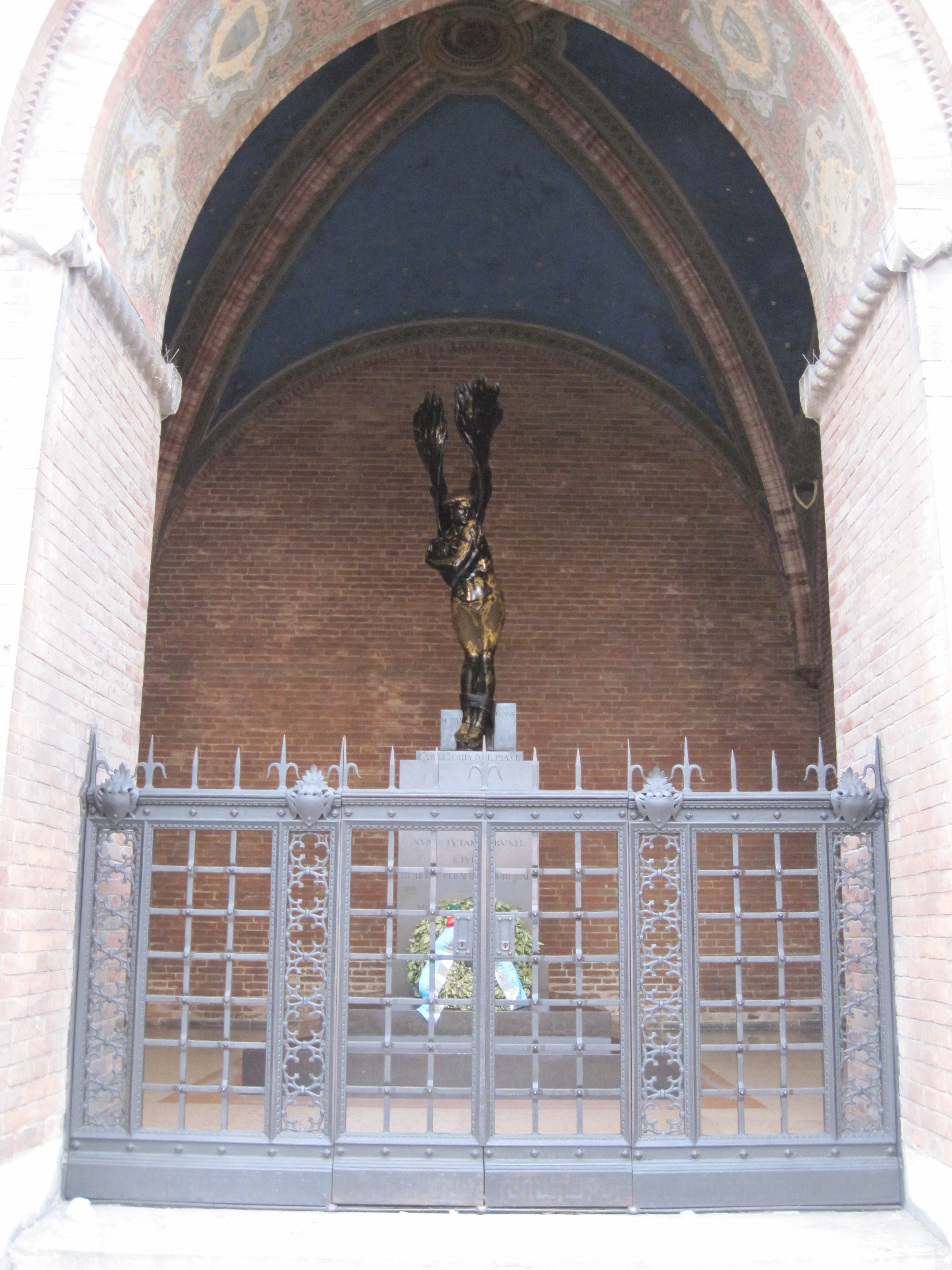
Torre della Vittoria, Loggia der Statue des Sieges an der Piave von Minerbi

Im Rahmen der Aktion zur Wiederherstellung und Verbesserung des baulichen Erbes der Stadt, die Anfang der 1920er-Jahre in Ferrara aufgelegt wurde, begann man mit der Restaurierung zweier herausragender, öffentlicher Gebäude der Stadt, dem Castello Estense und dem Palazzo Municipale; an letzterem Gebäude wurden radikale Eingriffe an der Fassade zum Dom hin vorgenommen. Insbesondere wurde ein neuer Torre della Vittoria als Ersatz für den alten, ursprünglichen, von Rigobello geschaffenen, der im 16. Jahrhundert, zu Beginn des Erdbebenschwarmes 1570, der die Stadt bis 1574 erschütterte, einstürzte.
Das Vorhaben der Stadtverwaltung bestand damals darin, das alte Aussehen des Palazzo Municipale wiederherzustellen, um an den Glanz der Periode der D’Estes zu erinnern und den Sieg im Ersten Weltkrieg mit einem Siegesdenkmal zu feiern. Letzterem sollte durch die vergoldete Bronzestatue „La Vittoria del Piave“ (dt.: „Der Sieg an der Piave“) von Arrigo Minerbi Ausdruck verliehen werden, einer Kopie des Modells von 1917/1918. Die Dekoration des Eingangs zum Turm wurde 1927 von Giulio Medini, der auch die äußeren Dekorationen am Palazzo Municipale restauriert hatte, angebracht.

### Die Einweihung des Turms

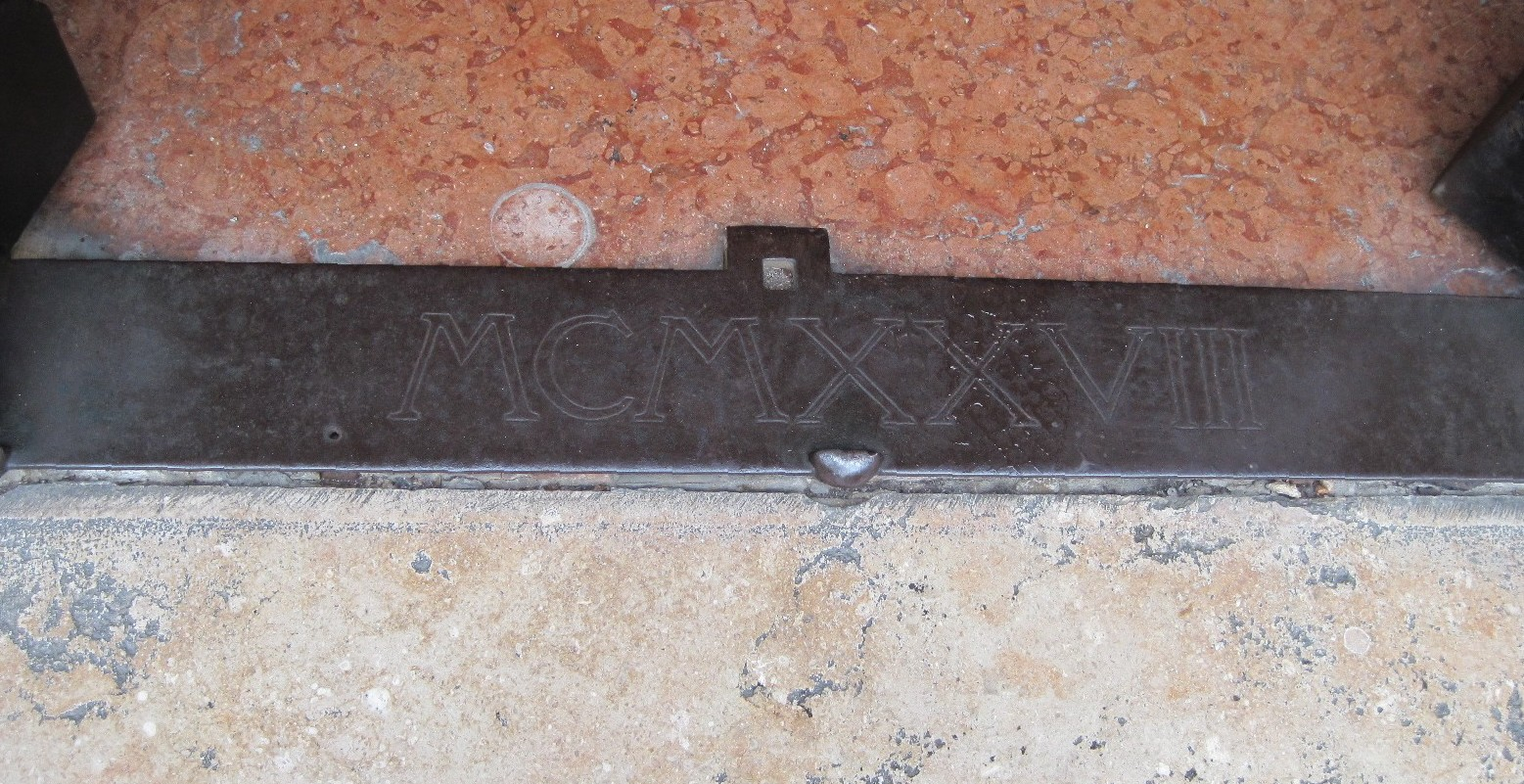
Torre della Vittoria: Eingang zur Loggia der Statue des Sieges an der Piave, Detail.

Die Einweihung des Turms war ein wichtiger, feierlicher Moment für die Faschisten in Ferrara im November 1928 und bei dieser Gelegenheit waren nicht nur Italo Balbo und Renzo Ravenna, sowie die wichtigsten zivilen, militärischen und kirchlichen Persönlichkeiten zugegen, sondern auch König Viktor Emanuel III.

## Beschreibung
Der neue Turm wurde nach dem Modell seines Vorgängers aus dem 14. Jahrhundert im Stile der Gotik und mit Materialien, die an das Castello Estense erinnern, erbaut. Er ist 57 Meter hoch und an seiner Spitze mit Zinnen versehen, ebenso wie die rekonstruierte Fassade des Palazzo Municipale.